# Ростково (Плоцький повіт)
Ростково (пол. Rostkowo) — село в Польщі, у гміні Старожреби Плоцького повіту Мазовецького воєводства.
Населення — 232 особи (2011).
У 1975-1998 роках село належало до Плоцького воєводства.

## Демографія
Демографічна структура станом на 31 березня 2011 року:
|          | Загалом | Допрацездатний вік | Працездатний вік | Постпрацездатний вік |
| -------- | ------- | ------------------ | ---------------- | -------------------- |
| Чоловіки | 121     | 34                 | 79               | 8                    |
| Жінки    | 111     | 29                 | 54               | 28                   |
| Разом    | 232     | 63                 | 133              | 36                   |